# 2032年10月18日月食
2032年10月18日月食为一次將在协调世界时2032年10月18日出現的月全食。該次月食半影食分為2.108、全影食分為1.108。偏食維持了98分，全食維持24分。

## 概述
這次月食的食分是1.60，偏食維持了98分，全食維持24分。

## 基本參數
- 類型：月全食
- 食甚資料：
  - 日期：2032年10月18日
  - 時間：19:02
  - 月球位置：赤經1.60度、赤緯10.4度
  - 食分：半影食分：2.108、全影食分：1.108
  - 持續時間：偏食98分、全食24分

## 外部連結
- NASA月食專頁（页面存档备份，存于）（英文）